# 葉韋彤
葉韋彤（英語：Krystal Yip Wai Tung，1992年1月9日—），香港女主持及意見領袖。曾為無綫電視自由身藝員兼 Big Big Channel 意見領袖之一。

## 簡歷
葉韋彤曾赴南韓東國大學修讀文藝創作系四年，2017年1月畢業後便回港加入無綫電視，曾任職TVB娛樂新聞台外景採訪記者、《TVB周刊》專欄作家與網上直播兼社交平臺 Big Big Channel 意見領袖。同年，她開始擔任電視節目主持，首個作品為《K小姐懶人包》，主要介紹韓流文化資訊，且受到網民注目。2019年，她離開無綫電視，同年4月創辦「揭錄文化有限公司（KrysNote Hong Kong Limited）」，主要推廣韓國文化和售賣時尚產品。

## 演出作品

### 主持節目
| 首播          | 節目名          | 備註                     |
| 無綫電視      |                 |                          |
| 2017 - 2019年 | TVB娛樂新聞報道 | 外景採訪記者             |
| 2018年        | K小姐懶人包     | 主持                     |
| 2018年        | Do姐有問題      | 第二輯；問題專員（南韓） |
| 2018年        | K小姐懶人包     | 第二輯；主持             |
| 2019年        | 最新韓程        | 主持                     |
| 奇妙電視      |                 |                          |
| 2023年        | 放學先好玩      | 主持、監製               |

### 綜藝節目
| 首播     | 節目名   | 備註             |
| 無綫電視 |          |                  |
| 2019年   | 12個夏天 | 翻譯（韓國莞島） |

## 外部連結
- 葉韋彤的Facebook專頁
- YipWaiTungKrystal的Facebook專頁
- 葉韋彤的Instagram帳戶
- Krystal 葉韋彤 - Big Big Channel （页面存档备份，存于）